# ТА-6 (автобус)
ТА-6 — советский малый высокопольный автобус, серийно производившийся на заводе ТАРЗ в Тарту (ЭССР) с 1955 по 1960 годы. 
За пределами республик Прибалтики встречался редко, эксплуатировался в основном на местных маршрутах, и к 2012 году в России существовал лишь один оставшийся на ходу экземпляр ТА-6.

## История
Первый экспериментальный образец нового автобуса вагонной компоновки был построен в 1955 году на шасси ГАЗ-51 с удлинёнными свесами. Модернизированный вариант опытной машины представлен в 1956 году. От предшественника его отличали значительно переоформленный передок, дополнительные окошки в скатах крыши, а также переработанное электрооборудование. Характерной особенностью двух первых образцов было наличие щитков на передних и задних колёсных арках. В 1957 году автобус, претерпев ряд упрощений конструкции кузова, пошёл в серию и продержался на конвейере с несущественными изменениями до 1960 года.
После прекращения производства ТА-6 завод больше не строил автобусы собственных моделей, полностью перейдя на специализацию по капитальному ремонту выпущенных ранее машин. Так, существовало два поколения прошедших капремонт ТА-6: первое (с капотом от фургона ТА-9А2) производили в 1971—1987 годах, второе (получившее обозначение ТА-6-1) — с 1987 года до 1992.